# Türzieher

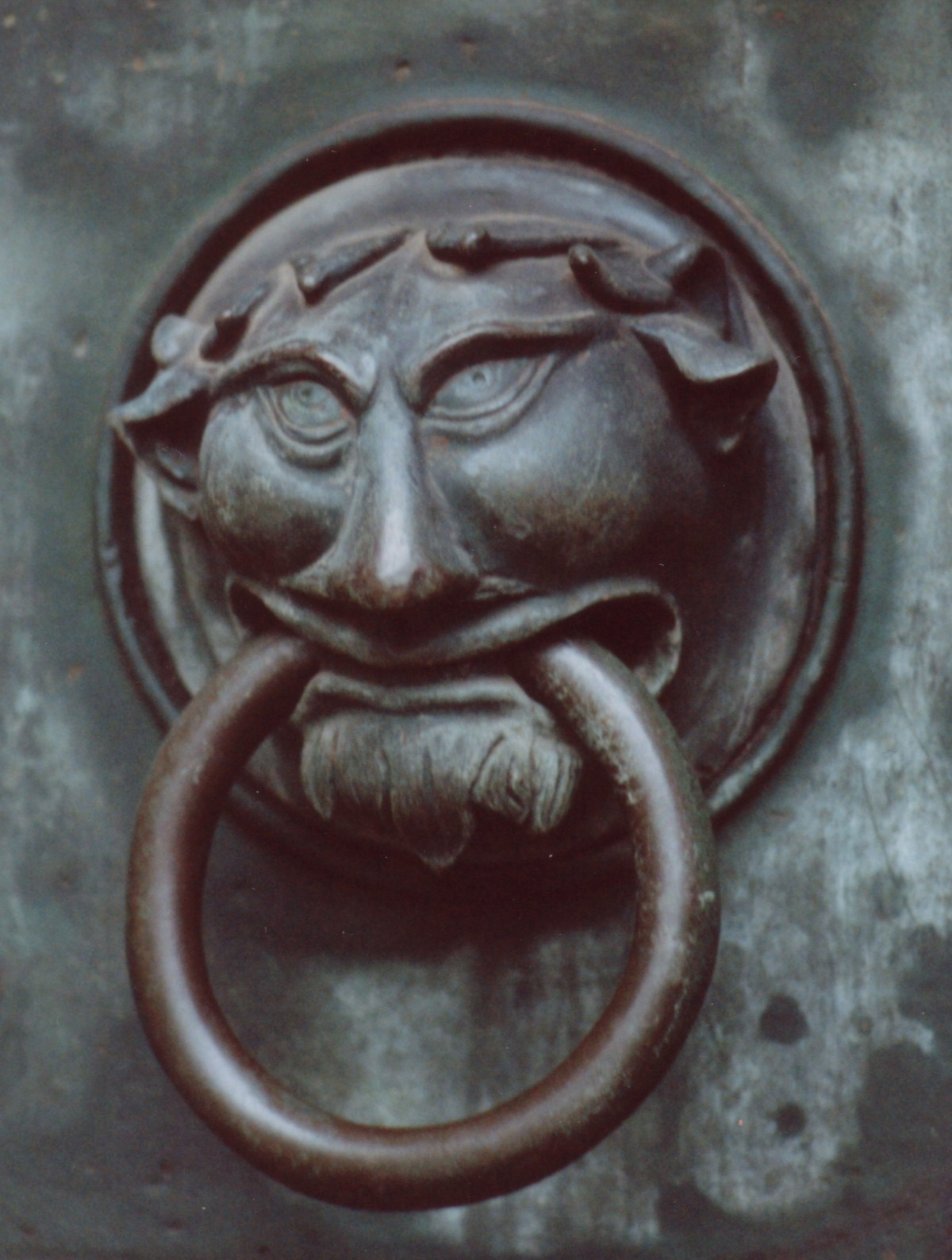
Türzieher am Augsburger Dom, 11. Jahrhundert

Türzieher (Türring, Löwenring) bezeichnet einen für mittelalterliche Kirchentüren typischen Beschlag in Form eines plastischen Löwenkopfes, der meist einen beweglichen Ring im Maul hält. Vom nachmittelalterlichen Türklopfer unterscheidet ihn der Gebrauchszweck (das fehlende Aufschlag-Widerlager) und die symbolisch-rechtliche Bedeutung. 

## Geschichte
Schon in der Antike kannte man als Türbeschlag die Löwenmaske mit einem Ring im Maul, vor allem als Symbol der Wachsamkeit und Abschreckung an den Portalen von Tempeln und Grabbauten. Von ihnen leitet sich eine eigene byzantinische Tradition ab, aber auch die Türzieher an der Aachener Pfalzkapelle Karls des Großen (um 800) beziehen sich deutlich auf antike Vorbilder. Das ganze Mittelalter hindurch gehörte der Türzieher zu den Standardaufgaben der Bronzegusswerkstätten. Aus dem deutschsprachigen Raum stammen die meisten, häufig regional und stilgeschichtlich gruppierbaren Beispiele. Aus England und Frankreich sind nur wenige überliefert. In Norditalien und Apulien konzentrieren sich die südeuropäischen Stücke. Im 15. Jahrhundert verliert sich das Motiv des Löwenkopf-Türziehers. Doch fällt auf, dass erstaunlich viele Türzieher nachmittelalterliche Kirchenumbauten überstanden haben und auf ersetzte Türflügel übernommen wurden. Mit dem neuen Interesse am Mittelalter kommt es im 19. Jahrhundert zu einer Fülle von Kopien, Ergänzungen und Nachschöpfungen.

## Form und Funktion

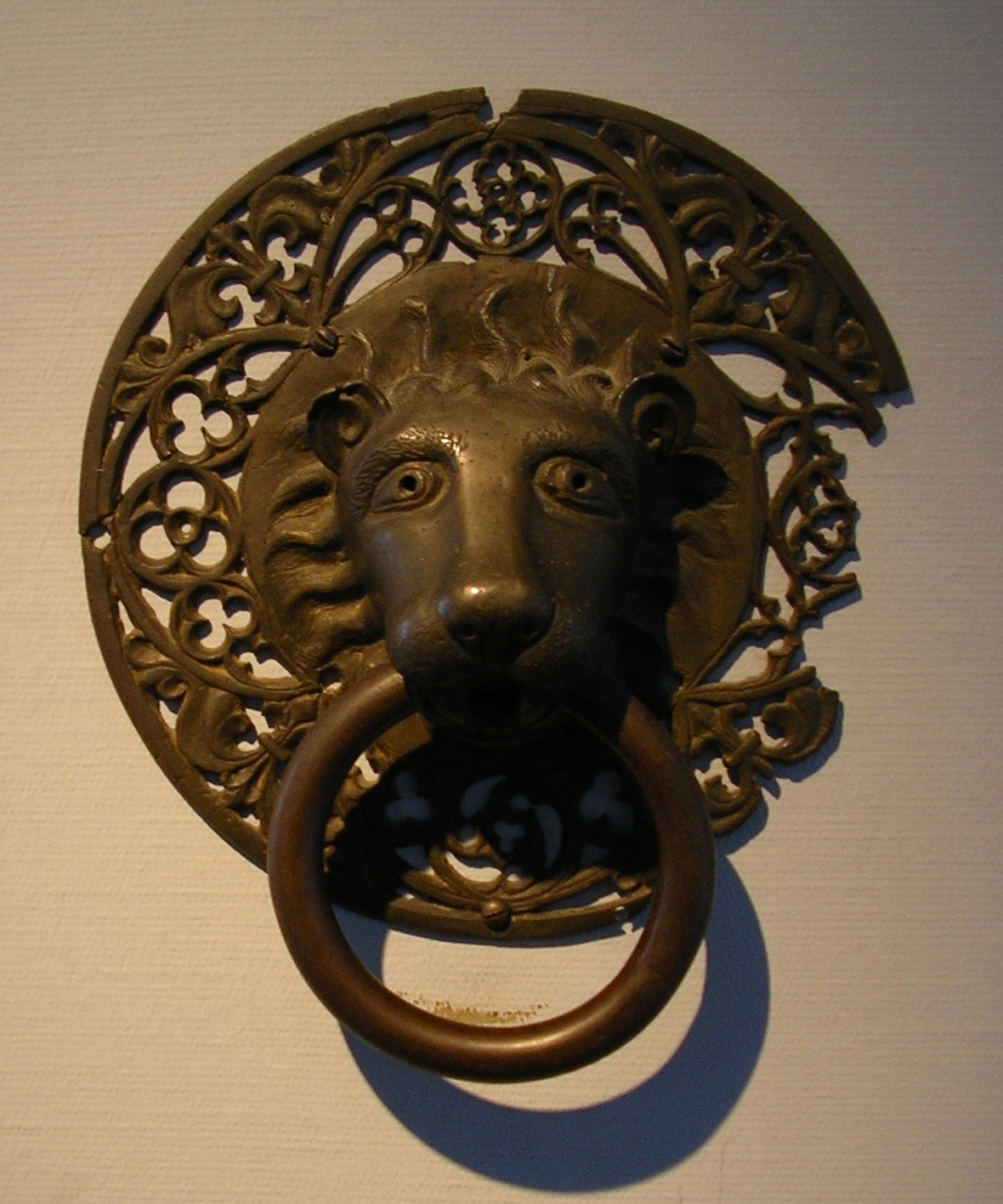
Türzieher, Bronze, vom Rathaus in Bremen, um 1405, jetzt im Focke-Museum Bremen

Häufigste Form des mittelalterlichen Türziehers ist ein in kräftigem Relief plastisch vortretender Löwenkopf, der einen schweren, beweglich hängenden Ring im Maul hält und von einer runden Platte hinterfangen wird. Anbringungsort ist die Mitte der Außenseite von Kirchentürflügeln, im Spätmittelalter auch von Rathausportalen. Das Material ist durchweg Bronze, auch wenn, wie in den meisten Fällen, die übrige Tür aus Holz gefertigt ist. Flügeltüren erfordern ein Türzieherpaar. Als Türklopfer haben die Ringe zum wenigsten gedient, dazu gab es kaum einen Anlass und dagegen spricht offensichtlich die überall fehlende Aufschlagfläche. Auch ihr namengebender Gebrauchszweck, das Zuziehen der Kirchentür, tritt hinter die symbolischen und rechtlichen Funktionen zurück.

## Symbolische und rechtliche Bedeutung
In der mittelalterlichen Tiersymbolik spielt der Löwe eine mehrdeutige Rolle. Er kann sowohl als Christussymbol als auch im Sinne einer Warnung vor ewiger Verdammnis verstanden werden. Auch der apotropäische Charakter der grimmigen Löwenmaske hat sich in nachantiker Zeit sicher nicht verloren.

Im mittelalterlichen Rechtsbrauchtum konnte der Löwenring dreierlei Funktionen annehmen: 
1. Durch Berühren eines sakralen Objekts bekräftigte man einen Schwur. Verschiedene mittelalterliche Quellen belegen die Eidesleistung an einem Kirchentürring.
2. Die traditio per anulum, die symbolische Übergabe eines (Haus-)Besitzes durch Ergreifen des Türrings war ein verbreiteter Rechtsbrauch, der in wenigstens einem Fall auch bei der Bischofsinvestitur nachweisbar ist.
3. Im kirchlichen Asylrecht spielte der Türzieher auch dann noch eine deutliche Rolle, nachdem 1059 die Schutzzone auf einen bestimmten Radius um das Kirchenportal erweitert worden war. Andererseits stand nicht jeder Türzieher per se für die Gewährung des Kirchenasyls zur Verfügung. Wo und wie es gehandhabt wurde, war sicher sehr unterschiedlich.